# Dvanáctikrokové programy
Dvanáctikrokové programy jsou svépomocné skupiny pro lidi zasažené závislostí. Jejich náplní je proces léčení, metoda, jak překonat chorobné potřeby, komplexy a nutkavé vzorce chování. Dají se označit i jako cesta
- od závislosti ke svobodě
- od životního nastavení mít k životnímu nastavení být
- od smrti k životu
- od zoufalství k radosti

## Historie
Všechny dvanáctikrokové programy mají společný kořen. Vznikly na základě svépomocné skupiny Anonymních alkoholiků, založené v roce 1935 (dva roky po konci prohibice v USA) Billem Wilsonem a Bobem Smithem v Akronu v americkém státě Ohio.

## Organizace
Skupiny jsou organizovány podle 12 kroků a 12 tradic. Pokud jde o to, jak a kdy se konají a vedou schůzky, fungují skupiny stejným způsobem jako Anonymní alkoholici.
Členové a hosté se schází většinou v prostorách kostelů, učeben a někdy i v léčebných centrech, které skupiny podporují. Skupiny jsou svépomocné, anonymní a nemají vůdce.
Setkání se koná obvykle jednou týdně, trvá přibližně 60 minut a má svůj stálý řád. Na začátku se členové dokola představí svým křestním jménem (popř. pseudonymem) a dodají, že jsou členové skupiny, nebo hosté. V průběhu setkání se přečtou nejdůležitější body programu jako Dvanáct kroků, Dvanáct tradic, dále se přečte téma dne, o kterém se bude hovořit, a zazní modlitba poklidu. Největší  časový prostor je určen pro vzájemné sdílení, kdy účastníci hovoří o svých zkušenostech a zážitcích. Mluví vždy jen jeden člověk, který není nikým nijak přerušován. Délka jednotlivých sdílení (promluv) bývá někdy omezená, aby měli ostatní také možnost se zapojit.
Pro závislé lidi poskytují tyto podpůrné skupiny bezpodmínečnou podporu, kterou často vůbec nezažívají, a také rozšířenou rodinu. Dále je zde přítomná praktická pomoc při získávání nových dovedností. Skupina rozvíjí smysl pro vzájemnost a spolupráci. Člověk najednou není s problémem a na problém sám. To má silný terapeutický účinek. Jsou tedy bezpečným místem, kde je možné najít pomoc při zvládání obtíží spojených s uzdravením se závislostí.

### 12 kroků:
12 kroků podle programu Anonymních alkoholiků – dekódované znění:
1. Máš dost? Jsi na dně?
2. Je možné, že by to mohlo být lepší?
3. Necháš si pomoct?
4. Sepiš a rozeber všechno co ti ničí nebo ničilo život. Nelži. Nic nevynechej.
5. Řekni někomu celou pravdu o tom, jak moc nejsi v pohodě.
6. Tak, to odhalilo spoustu destruktivních vzorců chování, co. Chceš už toho nechat? Vážně?
7. Jsi ochotný žít novým způsobem, který není jen o tobě a tvých problémech?
8. Sepiš seznam všech lidí, kterým si ublížil a připrav se to začít napravovat.
9. Teď se jim omluv a naprav to, s výjimkou případů, kdy bys to celé mohl spíš ještě zhoršit.
10. Sleduj, v čem se chováš blbě, a když to vysleduješ, hned to přiznej a naprav.
11. Buď tady a teď. Zůstaň ve spojení se svou novou životní cestou.
12. Nebuď takový sobec, buď ke všem hodný, pomoz lidem, když budeš moct, buď šťástný.[4]

### 12 tradic:
12 tradic rovněž definuje program Anonymních alkoholiků.

### 12 příslibů
12 příslibů je obdobný program skupiny Co-Dependents Anonymous.

### Další metody:
- Slogany
- Sponzorská služba
- Telefonní kontakt
- Emailové skupiny
- Skypové skupiny
- Meetink

## Skupiny
- Anonymní alkoholici[7]
- Al-anon – skupina pro příbuzné a přátele alkoholiků[8]
- CoDA – Spoluzávislí[9]
- DDA – Dospělé děti alkoholiků[10][11][12]
- EA – Lidé s emočními problémy[13]
- GA – Anonymní hráči[14]
- NA – Anonymní narkomani[15]
- OA – Anonymní přejídači[16]
- SA – Anonymní sexholici[17]
- SAA – Anonymní závislí na sexu [18]
- SASA (Sexual Assault Survivors Anonymous) – Anonymní přeživší sexuální útok[19]
- WA – Anonymní workoholici
- D-ANON SK CZ – skupina pro příbuzné a přátele kompulzivních dlužníků[20]